# Thiên hoàng Hanazono
Thiên hoàng Hanazono (Hanazono-花園天皇Tenno) (ngày 14 tháng 8 năm 1297 - ngày 02 tháng 12 năm 1348) là Thiên hoàng thứ 95 của Nhật Bản theo danh sách kế thừa truyền thống. Triều đại của ông kéo dài từ năm 1308 đến năm 1318.

## Phả hệ [ sửa ]
Trước khi lên ngôi, ông có tên cá nhân của mình (imina) là Tomihito -shinnō (富仁親王).
Ông là con trai thứ tư của Thiên hoàng Fushimi, thuộc chi nhánh Jimyōin-tô của gia đình Hoàng gia.
- Consort: Ogimachi Michiko (正親町実子) later Senkomon’in (宣光門院, 1297–1360), Ogimachi Saneakira’s daughter
  - First Daughter: Imperial Princess Hisako (1318–1358; 寿子内親王) later Kianmon-in (徽安門院), married Emperor Kogon
  - Second Son: Imperial Prince Nobunaga (業永親王; 1327–1353) later Imperial Prince priest Genshi (源性入道親王)
  - Third son: Imperial Prince Naohito (直仁親王; 1335–1398)
  - Daughter: Imperial Princess Noriko (儀子内親王; d. 1348)
  - Priest Shōgoin
  - Daughter married to Kazan’in clan
- Consort: Ichijo-no-Tsubone (d. 1325), Ogimachi Saneakira’s daughter
  - First Son: Imperial Prince Priest Kakuyo (1320–1382; 覚誉法親王)
- Lady-in-waiting: Wamuro Yoriko (葉室頼子), Wamuro Yorito’s daughter
  - Fifth Daughter: Imperial Princess Noriko (祝子内親王) – Nun
  - Princess

## Lên ngôi Thiên hoàng
Tomihito -shinnō được chọn làm người kế vị khi người anh họ là Thiên hoàng Go-Nijō dự kiến sẽ thoái vị
Tháng 9/1308, Thiên hoàng Go-Nijō của nhà Daikakuji bất ngờ băng hà ở tuổi 24 và người em họ của nhà Jimyōin-tô chính thức lên ngôi, hiệu là Thiên hoàng Hanazono.
Tháng 11/1308, Thiên hoàng đổi niên hiệu thành Enkyō.
Cũng như các Thiên hoàng tiền nhiệm, Hanazono thu mình trong cung đình kín mít và phó mặt mọi thứ xung quanh. Ông rất sùng đạo Phật và say mệ làm thơ waka, luôn cầu nguyện "A Di Đà Phật" khi khấn vái trong chùa.
Dưới thời Hanazono, cuộc đàm phán giữa Mạc phủ và hai nhà về quyền kế vị đã kết thúc bởi Thỏa thuận Bumpō. Thỏa thuận này cho phép hai nhà được quyền cử người kế ngôi với thời gian trị vì của mỗi nhà - quy tắc "luân phiên" là 10 năm. Tuy nhiên, thỏa thuận này bị phá vỡ ngay sau khi Thiên hoàng Go-Daigo kế vị.
Tháng 3/1318, ông thoái vị cho người em họ là thân vương Takaharu lên ngôi, hiệu là Thiên hoàng Go-Daigo.

## Thoái vị
Sau khi thoái vị, ông nuôi dưỡng và ủng hộ cháu mình thừa kế ngôi vua, đó là Thiên hoàng Kōgon của Bắc triều.
Hanazono sau đó đã làm lễ cạo đầu, trở thành một tu sĩ. Dưới sự bảo trợ của ông, Chùa Myōshin của phái Phật giáo Lâm Tế được xây dựng. Ông cũng mở trường dạy học và mời sư đến dạy học, tiêu biểu là Đại học Hanazono (các trường đại học Lâm Tế) và Trạm Hanazono.
Ông rất xuất sắc ở thể thơ waka, và là một thành viên quan trọng của Trường Kyogoku. Ông cũng để lại một cuốn nhật ký, được gọi là Hanazono-in-Minki (Imperial Chronicles of the Flower Garden Temple or Hanazono-in) (花園院宸記). Ông là một người rất sùng đạo và có học thức, không bao giờ thiếu những lời cầu nguyện của mình với A Di Đà Phật.

### Kugyō
- Sesshō, Kujo Moronori, 1308
- Sesshō, Takatsukasa Fuyuhira, 1308-1311
- Kampaku, Takatsukasa Fuyuhira, 1311-1313
- Kampaku, Konoe Iehira, 1313-1315
- Kampaku, Takatsukasa Fuyuhira, 1315-1316
- Kampaku, Nijo Michihira, 1316-1318
- tả đại thần
- hữu đại thần
- Nadaijin
- đại nạp ngôn

### Niên hiệu
- Tokuji (1306-1308)
- Enkyō (1308-1311)
- Ocho (1311-1312)
- Shōwa (1312-1317)
- Bumpō (1317-1319)